# Largo (album)
Pour les articles homonymes, voir Largo.
Albums de Brad Mehldau
Progression: The Art of the Trio, Vol. 5
(2001) Anything Goes
(2004)
Largo est un album du pianiste de jazz américain Brad Mehldau sorti en 2002 chez Warner Bros. Records. C'est son premier album enregistré en dehors de la formule du trio ou du solo.

## Liste des titres
| No  | Titre                    | Musique                               | Durée |
| --- | ------------------------ | ------------------------------------- | ----- |
| 1.  | When It Rains            | Brad Mehldau                          | 3:46  |
| 2.  | You're Vibing Me         | Brad Mehldau                          | 4:38  |
| 3.  | Dusty McNugget           | Brad Mehldau                          | 9:27  |
| 4.  | Dropjes                  | Brad Mehldau                          | 6:22  |
| 5.  | Paranoid Android         | Radiohead                             | 6:18  |
| 6.  | Franklin Avenue          | Brad Mehldau                          | 9:08  |
| 7.  | Sabbath                  | Brad Mehldau                          | 7:31  |
| 8.  | Dear Prudence            | Lennon-McCartney                      | 8:32  |
| 9.  | Free Willy               | Brad Mehldau                          | 5:06  |
| 10. | Alvarado                 | Brad Mehldau                          | 4:00  |
| 11. | Wave/Mother Nature’s Son | Antônio Carlos Jobim/Lennon-McCartney | 6:29  |
| 12. | I Do                     | Brad Mehldau                          | 7:18  |

## Personnel
- Brad Mehldau : piano, vibraphone
- Larry Grenadier : contrebasse
- Darek « Oles » Oleszkiewicz (en) : contrebasse
- Justin Meldal-Johnsen : contrebasse
- Matt Chamberlain : batterie
- Jorge Rossy : batterie
- Jim Keltner : batterie
- Victor Indrizzo : batterie, percussions
- Jon Brion : guitare, guitare synthétiseur, percussions